# ヴォルテッラ
ヴォルテッラ（伊: Volterra）は、イタリア共和国トスカーナ州ピサ県にある、人口約9,500人の基礎自治体（コムーネ）。
旧市街地には、紀元前1世紀につくられた古代ローマ劇場の遺跡がある。
紀元前8世紀末の遺跡からアラバスターが出土している。

## 名称
名は、Volare（飛ぶ）＋Terra（大地）からつくられたもので、風によって巻き上げられた土が積もって、大地が形成されたという説に由来する。

## 地理

### 位置・広がり

#### 隣接コムーネ
隣接するコムーネは以下の通り。括弧内のSIはシエーナ県、FIはフィレンツェ県所属を示す。
- カーゾレ・デルザ (SI)
- カステルヌオーヴォ・ディ・ヴァル・ディ・チェーチナ
- コッレ・ディ・ヴァル・デルザ (SI)
- ガンバッシ・テルメ (FI)
- ラヤーティコ
- モンタイオーネ (FI)
- モンテカティーニ・ヴァル・ディ・チェーチナ
- ペッチョリ
- ポマランチェ
- サン・ジミニャーノ (SI)

### 気候分類・地震分類
ヴォルテッラにおけるイタリアの気候分類 (it) および度日は、zona E, 2217 GGである。
また、イタリアの地震リスク階級 (it) では、zona 3 (sismicità bassa) に分類される。

## 施設
- エトルリア博物館[9]